# Naissance en 1185
Naissance
- 1181
- 1182
- 1183
- 1184
- 1185
- 1186
- 1187
- 1188
- 1189

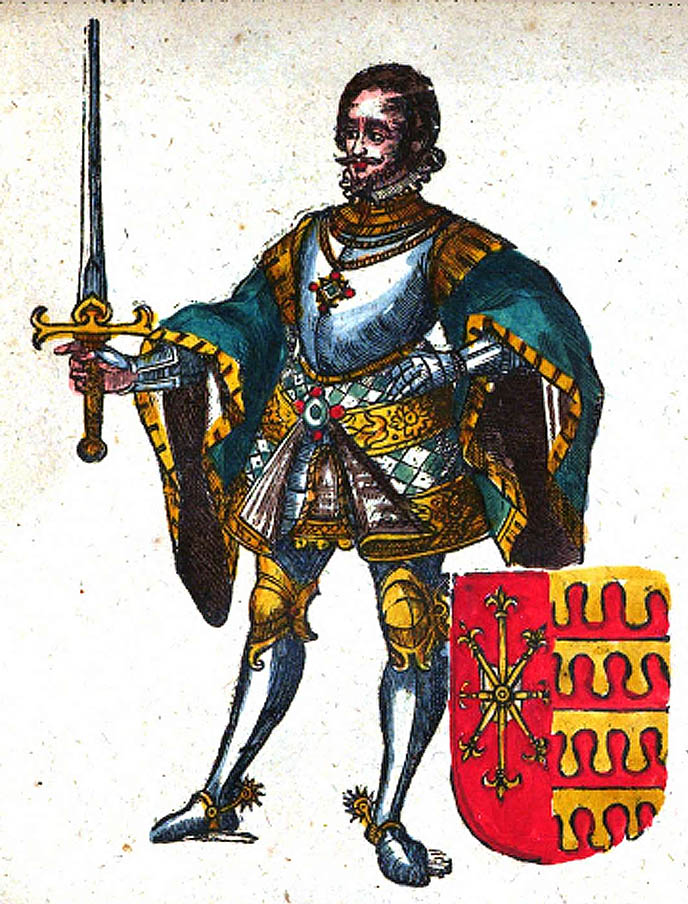
Thierry V de Clèves, né en 1185.

Cette page dresse une liste de personnalités nées au cours de l'année 1185 :
- 23 avril : Alphonse II, troisième roi de Portugal.

- Ange de Jérusalem, religieux mort en martyr.
- Adam II de Beaumont-Gâtinais, maréchal d'Angleterre pour le roi de France.
- Arnaud Cataneo, moine et abbé bénédictin, martyr.
- Fujiwara no Reishi, impératrice consort du Japon.
- Gertrude de Méran, reine consort de Hongrie.
- Gertrude de Nesle-Soissons, noble française.
- Guy de Cortone, noble espagnol devenu religieux puis ermite.
- Hyacinthe de Cracovie, frère prêcheur en Pologne, surnommé l'Apôtre du Nord.

- Raimond-Roger Trencavel, vicomte d'Albi, d'Ambialet et de Béziers (fiefs tenus du comte de Toulouse), et vicomte de Carcassonne et de Razès (fiefs tenus du comte de Barcelone qui était dans le même temps roi d'Aragon).
- Robert III de Dreux, comte de Dreux et de Braine.
- Thierry V de Clèves, comte de Clèves.

date incertaine (vers 1185)
- Gérard III de Gueldre, comte de Gueldre et de Zutphen.
- Inge II de Norvège, roi de Norvège.

## Crédit d'auteurs
- Cet article est partiellement ou en totalité issu de l'article intitulé « 1185 » (voir la liste des auteurs).